# Hans Becker (Geograph)
Hans Becker (* 31. März 1936 in Halberstadt; † 23. Februar 2017 in Erlangen) war ein deutscher Geograph. Ab 1976 hatte er einen Lehrstuhl an der Universität Bamberg.

## Leben
Nach einem Trimester Zahnmedizin 1954 in Halle studierte Hans Becker ab 1955 Geographie, Biologie und Geologie in Köln. Dort wurde er 1962 in Geographie zum Dr. rer. nat. promoviert und habilitierte sich 1971. Ab 1972 war er Wissenschaftlicher Rat und Dozent für Geographie an der Universität Erlangen-Nürnberg. Von 1976 bis zur Emeritierung im Jahre 2002 wirkte er als Lehrstuhlinhaber für Geographie an der Universität Bamberg. Als erster Professor war er dort für Kulturgeographie berufen worden. Er lebte in Uttenreuth.
Im Jahr 1989 war er Gast an der Universität Tirana – mit Albanien blieb er zeitlebens eng verbunden. Er war auch verantwortlich für eine spätere enge Zusammenarbeit des Geographischen Instituts in Bamberg mit den Kollegen in Tirana.
Becker war Mitbegründer und langjähriger Geschäftsführer des Instituts für Entwicklungsforschung im ländlichen Raum Ober- und Mittelfrankens (e.V.), einer praxisorientierten Regionalforschungseinrichtung. Er war Vorsitzender des Stiftungsrats der Otto Meyer und Elisabeth Roth-Stiftung.

## Veröffentlichungen (Auswahl)
- Vergleichende Betrachtung von Erdpyramiden in verschiedenen Klimagebieten der Erde. Steiner, Wiesbaden 1966 (= Dissertation).
- Das Land zwischen Etsch und Piave als Begegnungsraum von Deutschen, Ladinern und Italienern in den südlichen Ostalpen. (Kölner Geographische Arbeiten 31). Köln 1974 (= Habilitationsschrift).
- mit Volker Höhfeld und Horst Kopp: Kaffee aus Arabien. Der Bedeutungswandel eines Weltwirtschaftsgutes und seine siedlungsgeographische Konsequenz an der Trockengrenze der Ökumene. (Reihe: Erdkundliches Wissen. Schriftenfolge für Forschung und Praxis. Heft 46). Steiner, Wiesbaden 1979.
- Kollektive Gründungen von Goldgräber-Städten um die Wende zum 20. Jahrhundert in Alaska. In: Die alte Stadt, Jg. 8 (1981), Heft 1, S. 1–12.
- Amerikaner in Bamberg. Eine ethnische Minderheit zwischen Segregation und Integration. (Bamberger Geographische Schriften, Sonderfolge 2). Bamberg 1987. (gemeinsam mit J. Burdack).
- Allgemeine Historische Agrargeographie. Teubner, Stuttgart 1998.
- Auf transkontinentalen Straßen und über das Meer: Zur frühneuzeitlichen Versorgung westeuropäischer Städte mit Schlachtvieh. In: Siedlungsforschung. Archäologie – Geschichte – Geographie, Jg. 28 (2010), S. 129–156 (gemeinsam mit H. Hildebrandt).